# Eamonn Farrell
Eamonn Farrell (Dublin, 1940 – 2002. december 21.) ír nemzetközi labdarúgó-játékvezető.

## Pályafutása
A játékvezetői vizsgát 1971-ben szerezte meg. Az aktív nemzeti játékvezetéstől 1986-ban vonult vissza. 
Az Ír labdarúgó-szövetség Játékvezető Bizottsága (JB) 1977-ben terjesztette fel nemzetközi játékvezetőnek, a Nemzetközi Labdarúgó-szövetség (FIFA) bíróinak keretébe. Az ír nemzetközi játékvezetők rangsorában, a világbajnokság-Európa-bajnokság sorrendjében többedmagával a 2. helyet foglalja el 5 találkozó szolgálatával. Az aktív nemzetközi játékvezetéstől 1986-ban vonult vissza.
Az 1982-es labdarúgó-világbajnokság és az 1986-os labdarúgó-világbajnokság selejtezőin a FIFA JB bíróként alkalmazta.
| Időpont            | Helyszín                         | Mérkőzés típusa           | Mérkőzés                 | Eredmény | Nézők száma |
| ------------------ | -------------------------------- | ------------------------- | ------------------------ | -------- | ----------- |
| 1980. október 15.  | Idrætsparken Stadion, Koppenhága | előselejtező (5. csoport) | Dánia–Görögország        | 0 : 1    | 45 700      |
| 1984. november 14. | Ninian Park Stadion, Cardiff     | előselejtező (7. csoport) | Wales–Izland             | 2 : 1    | 10 506      |
| 1985. május 6.     | Råsunda Stadion, Stockholm       | előselejtező (2. csoport) | Svédország–Csehszlovákia | 2 : 0    | 33 981      |

Az 1980-as labdarúgó-Európa-bajnokság selejtezőin az UEFA JB játékvezetőként foglalkoztatta.
| Időpont         | Helyszín                    | Mérkőzés típusa           | Mérkőzés     | Eredmény | Nézők száma |
| --------------- | --------------------------- | ------------------------- | ------------ | -------- | ----------- |
| 1979. június 9. | Laugardalsvöllur, Reykjavík | előselejtező (4. csoport) | Izland–Svájc | 1 : 2    | 10 469      |

## Sportvezetőként
Az 1980-as években a FAI játékvezetői iskolájának az igazgatója.